# شيخوخة الدماغ
الشيخوخة هي عامل خطر رئيسي لأكثر أمراض التدهور العصبي شيوعًا، بما في ذلك ضعف الإدراك الخفيف، والخرف الذي يتضمن مرض الزهايمر، وأمراض الأوعية الدماغية، ومرض الشلل الرعاشي، ومرض التصلب الجانبي الضموري. على الرغم من أن الكثير من الأبحاث ركزت على أمراض الشيخوخة، إلا أن هناك القليل من الدراسات الإخبارية حول البيولوجيا الجزيئية للدماغ المتقدم في السن في غياب مرض التدهور العصبي أو السجل العصبي النفسي لدى البالغين الأصحاء. ومع ذلك، تشير الأبحاث إلى أن عملية الشيخوخة ترتبط بعدد من التغييرات التركيبية والكيميائية والوظيفية في الدماغ بالإضافة إلى مجموعة من التغيرات المعرفية العصبية. تشير التقارير الحديثة للكائنات الحية إلى أنه مع تقدم العمر، هناك تغيرات واضحة في التعبير عن الجينات على مستوى الخلايا العصبية المفردة. تراجع هذه المقالة التغيرات المرتبطة بالشيخوخة الخالية من الأمراض.

## التغيرات التركيبية
تستلزم الشيخوخة العديد من التغيرات الفيزيائية والبيولوجية والكيميائية والنفسية. لذلك، فمن المنطقي افتراض أن الدماغ لا يحيد عن هذه الظاهرة. وجدت الأشعة بالتصوير المقطعي المحوسب أن البطينات الدماغية تتوسع مع التقدم في السن. أظهرت دراسات حديثة بالتصوير بالرنين المغناطيسي انخفاضات مناطقية مرتبطة بالعمر في حجم المخ. انخفاض الحجم المناطقي ليس موحدًا ومتساويًا. إذ تتقلص بعض مناطق الدماغ بمعدل يصل إلى 1 ٪ سنويًا، في حين تبقى مناطق أخرى مستقرة نسبيًا حتى نهاية الحياة. الدماغ معقد للغاية، ويتألف من العديد من المناطق ومن أنواع مختلفة من الأنسجة أو المواد. قد تكون الوظائف المختلفة للأنسجة المختلفة في المخ أكثر أو أقل عرضة للتغيرات الناجمة عن التقدم في السن. يمكن تصنيف مادة الدماغ على أنها مادة رمادية أو بيضاء. تتكون المادة الرمادية من أجسام الخلايا في القشرة والأنوية تحت القشرية، في حين تتكون المادة البيضاء من محاور عصبية مغطاة بالمايلين مترابطة بإحكام تربط الخلايا العصبية في القشرة الدماغية مع بعضها البعض ومع المحيط الخارجي.

### فقدان الدوائر العصبية ومرونة الدماغ في إعادة تشكيل ذاته
تشير مرونة الدماغ إلى قدرة الدماغ على تغيير تركيبه ووظيفته. يرتبط هذا بالعبارة الشائعة: «إذا لم تستخدمها، ستخسرها»، وهي طريقة أخرى للقول: «إذا لم تستخدم قدرتك، فإن عقلك سوف يخصص لها مساحة أقل في جسمك». تُعد إحدى الآليات المقترحة للعجز في المرونة المرتبط بالعمر لدى الحيوانات نتيجة للتغيرات في تنظيم الكالسيوم الناجمة عن تقدم السن. تؤثر التغيرات التي تطرأ على قدراتنا على تنظيم مستويات الكالسيوم في النهاية على إطلاق الخلايا العصبية وقدرتها على نشر جهد الفعل (جهد الإيعازات العصبية)، ما يؤثر بدوره على قدرة الدماغ على تغيير بنيته أو وظيفته (أي طبيعته البلاستيكية). بسبب تعقيد الدماغ، مع كل تركيباته ووظائفه، من المنطقي افتراض أن بعض المناطق ستكون أكثر عرضة للشيخوخة من غيرها. هناك دائرتان جديرتان بالملاحظة هنا هما دوائر الحصين والقشرة المخية الحديثة. وقد اقتُرِح أن الانخفاض المعرفي المرتبط بالعمر جزئياً لا يسببه موت الخلايا العصبية بل تغيرات في تشابك الخلايا العصبية مع بعضها. تشير الدلائل الداعمة لهذه الفكرة من العمل الحيواني أيضًا إلى أن هذا العجز المعرفي يرجع إلى عوامل وظيفية وكيميائية حيوية مثل التغيرات في النشاط الأنزيمي أو الناقلات الكيميائية أو التعبير الجيني في دوائر قشرة الدماغ.

### ترقق قشرة الدماغ
قدمت التطورات في تكنولوجيا التصوير بالرنين المغناطيسي القدرة على رؤية بنية الدماغ بتفصيل كبير بطريقة سهلة وغير مسببة للاضطراب في الجسم الحي. لاحظ بارتزوكيس وآخرون أن هناك انخفاضًا في حجم المادة الرمادية بين سن البلوغ والشيخوخة، في حين اكتُشف أن حجم المادة البيضاء يزيد من سن 19 إلى 40، ويتراجع بعد هذا العمر. صنفت الدراسات التي أجريت باستخدام قياس المظهرية المبنية على فوكسل مناطق مثل الفص الجزيري والتلافيف الجدارية العليا على أنها أكثر عرضة بشكل خاص للخسائر المرتبطة بالتقدم في السن في المادة الرمادية للبالغين الأكبر سنًا. أفاد سويل وآخرون، بأن العقود الستة الأولى من حياة الفرد ترتبط بالانخفاضات الأسرع في كثافة المادة الرمادية، وقد حدث هذا على مستوى الفصوص الظهرية والجبهية والجدارية على كل من سطح المخ الذي بين نصفي الكرة المخية والسطوح الجانبية. تجدر الإشارة أيضًا إلى أن مناطق مثل التلفيف الحزامي والقشرة القذالية المحيطة بالتلم المهمازي تبدو معفية من هذا الانخفاض في كثافة المادة الرمادية بمرور الوقت. تظهر تأثيرات العمر على كثافة المادة الرمادية في القشرة الزمانية الخلفية في الغالب في نصف الكرة الأيسر مقارنةً بالأيمن، وكانت محصورة في القشرة اللغوية الخلفية. اكتُشف وجود وظائف لغوية معينة مثل استرداد الكلمات وإنتاجها في أقصى القشرة اللغوية الأمامية، وتتدهور كدالة متناسبة مع العمر. كما أفاد سويل وآخرون، بأن هذه القشرة الأمامية للغة تصل إلى مرحلة النضوج ثم تبدأ بالتراجع في وقت مبكر أكثر من القشرة اللغوية الخلفية. وقد وجد أيضًا أن عرض التلم لا يزيد فقط مع تقدم العمر، بل ومع التراجع المعرفي لدى كبار السن.

### مظهر الخلية العصبية المرتبط بالعمر
هناك أدلة متقاربة من علماء أعصاب مختصين بالإدراك في جميع أنحاء العالم على أن العجز المعرفي الناجم عن التقدم في العمر قد لا يكون بسبب فقدان الخلايا العصبية أو موت الخلايا، ولكن قد يكون نتيجة لتغيرات مناطقية صغيرة متعلقة بمظهرية الخلايا العصبية. أظهرت الدراسات التي أجراها دوان وآخرون أن العرش الشجيري والعمود الفقري الشجيري للخلايا العصبية الهرمية الموجودة في قشرة الدماغ يتناقص في الحجم و/أو العدد في مناطق وطبقات محددة من قشرة دماغ الرئيسيات البشرية وغير البشرية نتيجة للعمر (دوان وآخرون، 2003؛ مورف). وقد أُبلغ عن انخفاض بنسبة 46 ٪ في عدد فقرات العمود الفقري وكثافته لدى البشر الذين تزيد أعمارهم عن 50 مقارنة مع الأفراد الأصغر سنًا. أفادت دراسة أُجريت باستخدام المجهر الإلكتروني على القرود عن خسارة بنسبة 50 ٪ في العمود الفقري على الحزمة الشجيرية القمّية للخلايا الهرمية في قشرة الفص الجبهي للحيوانات المسنة (27-32 سنة) مقارنة مع اليافعة (من 6 إلى 9 سنوات). 

### التشابك الليفي العصبي
تجعل الأمراض العصبية المرتبطة بالعمر مثل مرض ألزهايمر ومرض شلل الرعاش والسكري وارتفاع ضغط الدم وتصلب الشرايين عملية التمييز بين الأنماط الطبيعية للشيخوخة أمرًا صعبًا. تُعد أحد الاختلافات المهمة بين الشيخوخة الطبيعية والشيخوخة المرضية موقعَ التشابك الليفي العصبي. يتكون التشابك العصبي الليفي من خيوط حلزونية مقترنة (PHF). في الشيخوخة الطبيعية التي لا تتضمن أي سبب مرضي، يكون عدد التشابك في كل جسم من الخلايا المصابة منخفضًا نسبيًا ويقتصر على النواة الشميّة، والتلفيف المجاور للحصين، اللوزة المخية والقشرة الشمية الداخلية. مع التقدم في العمر لمن لا يعانون من مرض الخرف، توجد زيادة عامة في كثافة التشابك، ولكن لا يوجد فرق كبير في مكان وجود التشابك. المساهم الرئيسي في التدهور العصبي الموجود عادة في دماغ المرضى الذين يعانون من مرض ألزهايمر هو لويحات الأميلويد. ومع ذلك، على عكس التشابك، لم يتم تشخيص اللويحات على أنها سمة ثابتة للشيخوخة الطبيعية.